# Buiten-Sociëteit Het Park

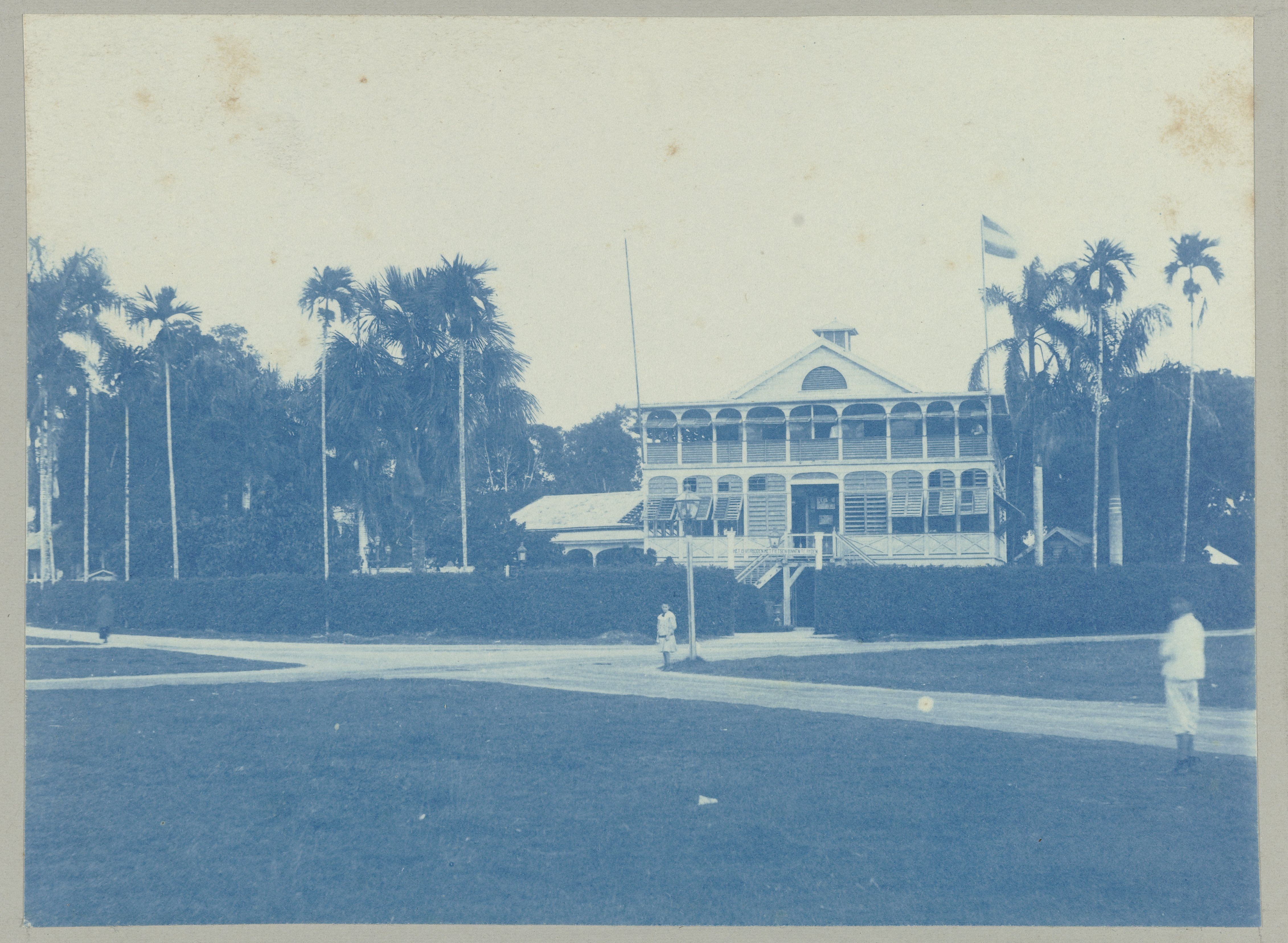
Het Park in de periode 1906-1913.

Buiten-Sociëteit Het Park was ingericht op het Gouvernementsplein (nu het Onafhankelijkheidsplein) in Paramaribo. De sociëteit maakte gebruik van de faciliteiten van het eind van de 19e eeuw tot en met de Sergeantencoup in 1980. Sinds De Nationale Assemblée in 1996 verwoest werd door brand, is hier het parlement gehuisvest. Het Park verhuisde toen naar de Grote Combéweg en staat naast De Hal in de wijk Combé.

## Geschiedenis
Vanaf 1872 werd in opdracht van gouverneur Van Sypesteyn bij Fort Zeelandia en het Gouverneurshuis een park aangelegd onder leiding van Lodewijk Stumpf. De opening op 6 oktober 1877 vond plaats met een buffet dat zo goed bezocht werd, dat Stumpf besloot tot de oprichting van Buiten-Sociëteit Het Park. Het werd geopend op 1 januari 1878 als besloten club waar avonden voor dans en muziek werden georganiseerd en er gelegenheid was om te kegelen.
Verschillende kegelclubs maakten gebruik van de baan en ook de gouverneur, Cornelis Ascanius van Sypesteyn, kwam hier elke donderdagavond met notabelen kegelen. Door de oprichting als sociëteit was het een militair terrein geworden, waardoor het alleen nog te bezoeken was door leden en hun gezinnen. Om andere mensen uit Paramaribo toch naar de muziekuitvoeringen te kunnen laten luisteren, werden er uitvoeringen gegeven in de muziektent van Het Park. Op 17 mei 1885 werd besloten om deze uitvoeringen van de muziektent naar het Gouvernementsplein te verplaatsen. Decennialang waren deze muziekuitvoeringen de enige attractie op de zondagmiddag in Paramaribo. Hierdoor wordt de oprichting van de buitensociëteit gezien als belangrijke reden dat het muziekkorps voor de bevolking behouden bleef. Er werd naar de muziek geluisterd en op gedanst. Ook waren recepties in die tijd ondenkbaar zonder blaas- en strijkmuziek van de kapel.
Het sociëteitsgebouw was oorspronkelijk in gebruik als het huis van de plantage Dordrecht. Toen bevond het zich aan de andere zijde van de rivier. Na demontage werd het opnieuw opgebouwd aan het plein. Het werd in de loop van de geschiedenis vele malen verbouwd en vervolgens werd er een geheel nieuw gebouw neergezet dat in 1968 officieel in gebruik werd genomen. Na de staatsgreep van 1980 werd de sociëteit de toegang tot het gebouw ontnomen. De sociëteit verhuisde vervolgens naar de Grote Combéweg waar het in de 21e eeuw nog gevestigd is.
Nadat De Nationale Assemblée en enkele ministeries in 1996 afbrandden, verhuisde het parlement naar het sociëteitsgebouw. Ondanks dat het pand en de omgeving op de erfgoedlijst van de UNESCO staan, zijn er sindsdien ingrepen geweest die het gebouw hebben veranderd. Tijdens de vorming van het nieuwe parlement in 2015, werd ook een Commissie Nieuwbouw DNA ingesteld. Er zijn echter nog geen nieuwbouwplannen voorgesteld (stand januari 2020).

## Coördinaten
- 5° 50′ NB, 55° 9′ WL (Waterkant, tot 1990)
- 5° 49′ NB, 55° 9′ WL (Grote Combéweg, sinds 1990)